# Colletes ravulus
Colletes ravulus är en biart som beskrevs av Noskiewicz 1936. Colletes ravulus ingår i släktet sidenbin, och familjen korttungebin. Inga underarter finns listade i Catalogue of Life.